# Telipogon kosnipatensis
Telipogon kosnipatensis là một loài thực vật có hoa trong họ Lan. Loài này được Farfán, Nauray & A.Galán mô tả khoa học đầu tiên năm 2008.